# Maurice Gravier
Maurice Gravier, né le 7 juin 1912 à Paris 13e et mort le 21 septembre 1992 à Paris 5e, est un germaniste et universitaire français, spécialiste des langues scandinaves. Il était un expert reconnu de Martin Luther, Henrik Ibsen et August Strindberg.

## Biographie
Son père, Charles Gravier, avait été l'instituteur de Charles Péguy avant de devenir un zoologiste de renom, professeur au Muséum national d'histoire naturelle, membre de l'Institut et commandeur de la Légion d'honneur. Sa mère, Marthe Belval, agrégée de mathématiques, a enseigné en classes préparatoires au lycée Fénelon.
Élève du lycée Henri-IV, Maurice Gravier a eu notamment le philosophe Alain comme professeur. En 1931, à 19 ans, il intègre Normale Sup' où il a comme condisciple Georges Pompidou et se lie d'amitié avec Henri Queffélec, son aîné. Agrégé d'allemand en 1935, il commence sa carrière comme professeur au lycée de Saint-Quentin puis enseigne à l'Institut français de Stockholm en 1937.
En 1940, Maurice Gravier épouse Denise Bois (1911-1997), fille d'Émile Bois, architecte de la ville de Paris à qui on doit l'église Saint-Pierre-de-Chaillot. Ils ont une fille, Christine.
Mobilisé à Stockholm à la déclaration de guerre, il tient le « chiffre » à la Légation de France, puis regagne la France en zone libre à Marseille où il enseigne au lycée Saint-Charles. En 1941 et 1942, il est professeur au lycée Voltaire à Paris. Maurice Gravier demande à être remobilisé et fait partie de l'état-major du général de Larminat placé à la tête des Forces françaises de l'Ouest sur le front de l'Atlantique et chargé de réduire la résistance allemande des poches de l'Atlantique (Lorient, Saint-Nazaire, La Rochelle et Royan-pointe de Grave) d'octobre 1944 à mai 1945, où il met en pratique les techniques de la « guerre psychologique ». Il est présent aux côtés du commandant Meyer à la reddition du contre-amiral Schirlitz.
À la fin de la guerre, il fait partie de la Commission de récupération artistique en Allemagne, en tant qu'expert pour les livres rares et précieux en compagnie d'André Masson.
Docteur ès lettres en 1943, il est nommé maître de conférence puis professeur à l'université de Nancy, poste qu’il occupera jusqu’en 1955 avant de succéder à Alfred Jolivet à la Sorbonne. De 1947 à 1957, il dirige la Maison suédoise à la Cité universitaire de Paris.
Professeur à la faculté des lettres de Paris (1955-1980), directeur de l'Institut d'études scandinaves de l'Université de Paris (1955-1968), Maurice Gravier assure la direction de l’École supérieure d'interprètes et de traducteurs (ESIT) de 1957 à 1982.
Passionné de théâtre, il côtoie Jacqueline Gauthier, Sylvia Monfort, Georges Rollin, André Villiers et André Vitez.
Maurice Gravier a traduit et adapté plusieurs pièces scandinaves en accompagnant leur création sur les scènes parisiennes :
- 1949 – Till Damaskus de Strindberg au Théâtre du Vieux-Colombier, avec André Jolivet ;
- 1961 – A vous de choisir[5] de Soya au Théâtre en Rond, mise en scène par André Villiers ;
- 1965 – La Femme-cheval de Bertil Schütt au Théâtre du Tertre ;
- 1980 – Sacrée famille[6] de Sandro Key-Aberg au Théâtre en Rond, mise en scène par André Villiers, avec Jacqueline Gauthier ;
- 1984 – Vers Damas[7] de Strindberg au Théâtre Présent, mise en scène par Jean Bollery.

Il a été commissaire général de l'exposition Strindberg (1949 - Bibliothèque nationale), de l'exposition Ibsen (1956 - Bibliothèque nationale), de l'exposition et du colloque Strindberg (1975 - Paris).

## Distinctions

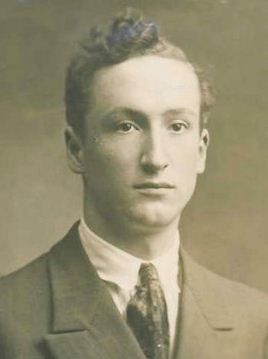
Maurice Gravier lorsqu'il était élève à l'École normale supérieure.

- Docteur honoris causa de l’université de Lund (Suède, 1966)
- Membre de la Société des auteurs et compositeurs
- Sociétaire de la Société des gens de lettres
- Président de la Société des amis de la bibliothèque Sainte-Geneviève
- Vice-président de la Société d'histoire du théâtre
- Membre de l’Académie royale suédoise des belles-lettres, d'histoire et des antiquités (Suède)
- Membre de l’Académie des sciences de Lund (Suède)

in Who's Who

## Décorations
- Chevalier de la Légion d'honneur
- Officier de l'ordre national du Mérite
- Croix de guerre 1939-1945
- Commandeur de l'ordre des Palmes académiques
- Commandeur avec étoile de l'ordre du Faucon (Islande)
- Commandeur de l'ordre royal de l'Étoile polaire (Suède)
- Chevalier de 1er degré de l'ordre de Dannebrog (Danemark)
- Chevalier de 1re classe de l'ordre de Saint-Olaf (Norvège)
- in Who's Who[3]

## Œuvre

### Auteur
- 1942 – Luther et l'opinion publique : essai sur la littérature satirique et polémique en langue allemande pendant les années décisives de la Réforme, 1520-1530 (Ed. Aubier), grande thèse
- 1943 – Tegnér et la France (Ed. Aubier), petite thèse
- 1948 – Anthologie de l'allemand du XVIe siècle : Introduction, Textes, Glossaire (Ed. Aubier)
- 1949 – Strindberg et le théâtre moderne (Ed. IAC)
- 1954 – Georg Büchner et Alfred de Musset (Ed. Oxford)
- 1955 – La saga d'Eric le Rouge : le récit des Groenlandais (Ed. Aubier)
- 1958 – Littérature islandaise (Ed. Clartés)
- 1959 – Histoire de la littérature allemande (Ed. Aubier), avec Georges Zink, Pierre Grappin, Henri Plard et Claude David Fernand Mossé
- 1962 – Nis Petersen (Ed. Naturmetodens sproginstitut)
- 1962 – Le tragique dans les drames modernes d'Ibsen et de Strindberg (Ed. CNRS)
- 1962 – Le thème de l'angoisse dans le théâtre suédois d'aujourd'hui (Ed. CNRS)
- 1964 – Manuel pratique de langue suédoise (Ed. Klincksieck), avec Sven-Erik Nord
- 1967 – Réflexions sur le néo-réalisme du théâtre danois contemporain (Ed. Copenhagen)
- 1968 – D'Ibsen à Sigrid Undset, le Féminisme et l'amour dans la littérature norvégienne, 1850-1950 (Ed. Lettres modernes)
- 1968 – Cahiers Champollion (Ed. Minard)
- 1973 – Ibsen (Ed. Seghers)
- 1976 – Traduire : les idées et les mots (Ed. Didier), avec Danica Seleskovitch
- 1978 – Pédagogie de la traduction (Ed. P. Lang, Bern), publication de conférence
- 1979 – Remarques sur le Don Ranudo de Ludvig Holberg (Ed. Napoli)
- 1981 – La Saga d'Eric le Rouge : contes nordiques (Ed. Gallimard), avec Anne Bozellec, Lucie Albertini et Carl Gustaf Bjurström
- 1981 – Mers du Nord et Baltique : l'héritage de l'Europe du Nord (Ed. Arts et Métiers Graphiques), avec Régis Boyer et Pierre Jeannin
- 1984 – Les Scandinaves : histoire des peuples scandinaves, épanouissement de leurs civilisations des origines à la Réforme (Ed. Auzou)

Parutions régulières dans de nombreuses revues dont en particulier les « Études Germaniques ».

### Traducteur
- 1944 – Les grands écrits réformateurs : À la noblesse chrétienne de la nation allemande - La Liberté du chrétien, Martin Luther (Ed. Aubier) traduit de l'allemand
- 1945 – La Saga d'Eric le Rouge, le Récit des Grœnlandais (Introduction, traduction, notes et glossaire, Ed. Aubier) traduit de l'islandais
- 1950 – Le Chemin de Damas, August Strindberg (Ed. IAC) traduit du suédois avec Alfred Jolivet
- 1967 – Légendes, August Strindberg (Ed. Mercure de France), traduit du suédois
- 1994 – Rosmersholm, Henrik Ibsen (Ed. du Porte-Glaive) traduit du norvégien avec Jean Bollery
- 1989 – Les habits neufs de l'Empereur et autres récits, Hans Christian Andersen (Ed. Flammarion), traduit du danois

### Contributions
- 1933 – Münich et la révolution nationale (choses vues), Revue d'Allemagne et des pays de langue allemande.
- 1955 – August Strindberg, dramaturge (Ed. L'Arche), contribution
- 1956 – Ibsen : exposition organisée avec le concours de la Bibliothèque universitaire d'Oslo, Paris (Ed. Bibliothèque Nationale), catalogue
- 1959 – Pays Nordiques : Danemark - Islande - Suède - Norvège - Finlande, Guide bleu (Ed. Hachette), contribution
- 1962 – Suède moderne : terre de poésie : anthologie des poètes suédois d'aujourd'hui, Frédéric Durand (Ed. Aubier), préface
- 1964 – Théâtre cruel et théâtre mystique, August Strindberg (Ed. Gallimard), préface et présentation
- 1965 – La langue danoise, phonétique et grammaire contemporaines, Palle Spore (Ed. Copenhague, Akademisk forlag), préface
- 1965 – En ce temps-là, Pär Lagerkvist (Ed. Lettres Modernes), présentation
- 1965 – Histoire des spectacles, direction Guy Dumur (Ed. La Pléiade), contribution
- 1965 – Petit Claude, Henri Helcé (Ed. Buthegnémont), préface
- 1965 – Strindberg : a collection of critical essays (Ed. Englewood Cliffs), contribution
- 1966 – Tschandala, August Strindberg (Ed. Montaigne), avant-propos
- 1967 – Légendes, August Strindberg (Ed. Mercure de France), introduction
- 1967 – Freud : enfant de son siècle, Gunnar Brandell (Ed. Lettres Modernes), préface
- 1967 – L'Islandais des sagas d'après les sagas de contemporains, Régis Boyer (Ed. SEVPEN), préface
- 1970 – La petite sirène et autres contes, Hans Christian Andersen (Ed. Garnier-Flammarion), chronologie et préface
- 1981 – Mers du Nord et Baltique (série télévisée), contribution et apparition
- 1982 – Théâtre complet, August Strindberg (Ed. L'Arche), introduction et contribution
- 1991 – Dictionnaire encyclopédique du théâtre, direction Michel Corvin (Ed. Bordas), contribution